# Béatrice Dalle
Béatrice Dalle, nascida Béatrice Françoise Odona Cabarrou (Brest, 19 de dezembro de 1964) é uma actriz francesa.

## Biografia
Aos catorze anos, Béatrice Dalle troca Le Mans, cidade onde cresceu, por Paris. Tornada um ícone anónimo do meio punk, acabou por ser notada por um fotógrafo que a convenceu a posar para a revista "Photo". As fotografias publicadas despertam o interesse do agente de artistas Dominique Besnehard. Este propõe-lhe , em 1985, de contracenar com Jean-Hugues Anglade na película 37°2 le matin de Jean-Jacques Beineix. No papel da impetuosa Betty, Béatrice Dalle contribuiu para o sucesso internacional do filme: a sua carreira cinematográfica estava lançada.
Entretanto, no mesmo ano, casa-se com o pintor Jean-François Dalle, do qual se divorciará três anos mais tarde (antes do seu suicídio), mas de quem guardará o apelido.
Se, no início da sua carreira, se adivinhava que ela fosse fazer essencialmente uso do seu sex-appeal, acaba por impor, a pouco e pouco, todo o seu carácter a realizadores de renome como Jacques Deray, Jim Jarmusch, Jacques Doillon, Claude Lelouch e Abel Ferrara. 
O seu percurso profissional tem sido, por diversas vezes, interrompido devido a problemas com a justiça, por pequenos furtos e posse de drogas.

## Filmografia
- 1985: 37°2 le matin (pt: Betty Blue 37º,2 de manhã), de Jean-Jacques Beineix
- 1986: On a volé Charlie Spencer!, de Francis Huster
- 1988: La Visione del Sabba (pt: Sedução Diabólica), de Marco Bellocchio
- 1989: Chimére, de Claire Devers
- 1989: Les Bois Noirs, de Jacques Deray
- 1990: Night on Earth, de Jim Jarmusch
- 1991: La vengeance d'une femme, de Jacques Doillon
- 1992: La Fille de l'air, de Maroun Bagdadi
- 1992: La Belle histoire, de Claude Lelouch
- 1993: J'ai pas sommeil, de Claire Denis
- 1994: À la folie, de Diane Kurys
- 1996: Désiré, de Bernard Murat
- 1997: The Blackout, de Abel Ferrara
- 1997: Clubbed to Death (Lola) (pt: Dançar até morrer), de Yolande Zauberman
- 1997: Al Límite, de Eduardo Campoy
- 1998: Toni, de Philomene Esposito
- 2000: La Verité Vraie, de Fabrice Cazeneuve
- 2001: Trouble Every Day, de Claire Denis
- 2001: H Story, de Nobuhiro Suwa
- 2001: Les oreilles sur le dos, de Xavier Durringer
- 2002: 17 Fois Cécile Cassard, de Christophe Honoré
- 2002: Le Temps du loup, de Michael Haneke
- 2003: Process, de C.S. Leigh
- 2003: Clean, de Olivier Assayas
- 2004: L'Intrus, de Claire Denis
- 2004: Bab El Chams, de Yousry Nasrallah
- 2005: Dans tes rêves, de Denis Thybaud
- 2006: Tête d'or, de Gilles Blanchard
- 2007: Truands, de Frédéric Schoendoerffer
- 2007: À l'intérieur, de Julien Maury e Alexandre Bustillo
- 2008: Les Bureaux de Dieu, de Claire Simon
- 2008: New Wave, de Gaël Morel